# José Luis Cuciuffo
José Luis Cuciuffo (Córdoba, 1961. február 1. – Bahía San Blas, 2004. december 11.) világbajnok argentin válogatott labdarúgó.

## Pályafutása

### Klubcsapatokban
Córdobában született. Pályafutását is szülővárosában kezdte a Huracán de Cordóba együttesénél. 1980-ban a Chaco For Ever, 1981-ben a Talleres de Córdoba játékosa volt. 1982 és 1987 között a Vélez Sarsfield, 1987 és 1990 között a Boca Juniors, 1990 és 1993 között pedig a francia Nîmes Olympique csapatában játszott. 1993-ban a CA Belgrano játékosaként fejezte be a pályafutását.

### A válogatottban
1985 és 1989 között 21 alkalommal szerepelt az argentin válogatottban.  Részt vett az 1986-os világbajnokságon, ahol a legelső Dél-Korea elleni csoportmérkőzésen még nem, de az összes többi mérkőzésén szerephez jutott, Argentína pedig világbajnoki címet szerzett. Emellett részt vett az 1987-es és az 1989-es Copa Américan.

## Halála
2004. december 11-én a Buenos Airestől mintegy 700 kilométerre lévő San Blas-öböl közelében egy barátjával vadászni indult. Terepjárójukkal úton voltak, amikor a Cuciuffo lába között tartott puska elsült és a golyó gyomortájékon találta el, méghozzá olyan súlyosan, hogy még a kórházba érést megelőzően elhunyt. A vele utazó társa elmondása szerint az autójukkal belehajtottak egy gödörbe, ami megdobta a járművet és akkor sült el a puska.

## Sikerei, díjai
CA Boca Juniors
- Supercopa Sudamericana (1): 1989

Argentína
- Világbajnok (1): 1986